# Jaylen Hoard
Jaylen Hoard (* 30. März 1999 in Le Havre) ist ein französischer Basketballspieler.

## Laufbahn

### Jugend und Universität
Hoards französische Mutter Katia Foucade war französische Basketballnationalspielerin, sein amerikanischer Vater Antwon spielte jahrelang als Berufsbasketballspieler in Frankreich. Sein Patenonkel James Wade und seine Patentante Edwige Lawson-Wade waren ebenfalls Berufsbasketballspieler. Seine Schwester Anaia war französische Jugendnationalspielerin im Basketball. Hoard wuchs in Carnon in der südfranzösischen Region Okzitanien auf.
Er spielte zunächst in der Jugend von Besançon Basket Comté Doubs, in der Saison 2015/16 wurde Hoard am französischen Nachwuchsleistungszentrum INSEP gefördert, wechselte 2016 dann ins Heimatland seines Vaters an die in High Point (Bundesstaat North Carolina) gelegene Wesleyan Christian Academy, wo er unter Trainer Keith Gatlin spielte. 2018 wechselte Hoard von der Wesleyan Christian Academy an die Wake Forest University, sein Trainer wurde Danny Manning. Hoard blieb lediglich ein Spieljahr bei der Hochschulmannschaft aus der ersten NCAA-Division und erzielte in 31 Einsätzen im Schnitt 13,1 Punkte sowie 7,6 Rebounds je Begegnung. Im April 2019 gab er seinen Wechsel ins Profilager bekannt.

### Berufsbasketball
Im Draftverfahren der NBA im Juni 2019 blieb der Franzose unberücksichtigt, unterschrieb aber kurz darauf einen Zweiwegevertrag bei den Portland Trail Blazers, der ihm neben Einsätzen in der NBA auch die Spielmöglichkeit in der Entwicklungsliga NBA G-League verschaffte. Hoard begann das Spieljahr 2019/20 bei den Texas Legends in der G-League, im November 2019 bestritt er einen ersten NBA-Einsatz für Portland.
Zur Saison 2020/21 stieß er zur Mannschaft Oklahoma City Blue (NBA G-League), im April 2021 vermeldete Oklahoma City Thunder die Verpflichtung des Franzosen. In der NBA wurde der Franzose von Oklahoma City in 26 Spielen eingesetzt.
Mitte August 2022 gab Hapoel Tel Aviv Hoards Verpflichtung bekannt. Seine guten Leistungen in den Farben Hapoels brachten ihm 2024 ein Angebot des Stadtrivalen Maccabi Tel Aviv ein, das der Franzose annahm.

### Nationalmannschaft
Mit Frankreichs U16-Auswahl nahm er an der Europameisterschaft 2015 teil, bei der U17-Weltmeisterschaft im Jahr 2016 war Hoard mit einem Punkteschnitt von 22,4 pro Begegnung zweitbester Korbschütze des Turniers. Im Februar 2024 bestritt er sein erstes A-Länderspiel.

## Karriere-Statistiken

### NBA

#### Hauptrunde
| Saison  | Team     | GP | GS | MPG | FG % | 3P % | FT % | RPG | APG | SPG | BPG | PPG |
| ------- | -------- | -- | -- | --- | ---- | ---- | ---- | --- | --- | --- | --- | --- |
| 2019–20 | Portland | 13 | 0  | 7.9 | .469 | .000 | .615 | 2.5 | 0.3 | 0.4 | 0.0 | 2.9 |
| Gesamt  | Gesamt   | 13 | 0  | 7.9 | .469 | .000 | .615 | 2.5 | 0.3 | 0.4 | 0.0 | 2.9 |